# Málaháttr
Málaháttr är ett fornnordiskt versmått bestående av femledade verser utan assonans och med allitteration som i fornyrdislag. Det skiljer sig från fornyrdislag genom att det kan förekomma fler obetonade stavelser i versen.
Málaháttr används endast i ett fåtal fornnordiska dikter:
- Kvädet om Atle
- Sången om Harbard
- Den Höges sång
- Kvädet om Volund
- Hrafnsmál